# Partito Congolese del Lavoro
Il Partito Congolese del Lavoro (in francese Parti Congolais du Travail - PCT) è un partito politico di orientamento socialdemocratico fondato nella Repubblica del Congo nel 1969.

## Storia
È il partito dominante del Paese: il suo leader, Denis Sassou Nguesso, è Presidente della Repubblica del Congo dal 1997.
Durante la Guerra fredda il Partito Congolese del Lavoro era il principale partito della Repubblica Popolare del Congo, schieratasi dalla parte del blocco orientale. Nel 1992 dopo la fine della guerra fredda il PCL aderì alla socialdemocrazia.  
Nel 1990 aveva 70.000 membri, mentre nel 2005 250.000.

## Risultati elettorali
| Elezione          | Seggi     |
| ----------------- | --------- |
| Parlamentari 1973 | 115 / 115 |
| Parlamentari 1979 | 153 / 153 |
| Parlamentari 1984 | 153 / 153 |
| Parlamentari 1989 | 133 / 133 |
| Parlamentari 1992 | 18 / 125  |
| Parlamentari 1993 | 15 / 125  |
| Parlamentari 2002 | 53 / 137  |
| Parlamentari 2007 | 47 / 137  |
| Parlamentari 2012 | 89 / 136  |
| Parlamentari 2017 | 96 / 151  |
| Parlamentari 2022 | 112 / 151 |

## Iscritti
- 1990 - 70 000
- 2005 - 250 000
- 2018 - 406 000